# 博焦斯洛
博焦斯洛，是匈牙利杰尔-莫雄-肖普朗州所辖的一个村。总面积26.21平方公里，总人口611，人口密度23.3人/平方公里（2011年1月1日）。